# Eiji Oue
Eiji Oue (大植 英次) (3 de outubro de 1957, Hiroshima, Japão) é um maestro Japonês, atual Diretor Musical da Orquestra Sinfônica de Barcelona.
Oue começou seus estudos de regência com Hideo Saito, da Escola de Música Toho Gakuen. Em 1978, Seiji Ozawa convidou-o para passar um verão estudando no Tanglewood Music Center. Lá, ele conheceu Leonard Bernstein, que acabou sendo seu mentor. Oue venceu o Prêmio Koussevitzky de Tanglewood em 1980. Também estudou com Bernstein no Instituto da Filarmônica de Los Angeles.
Oue foi Diretor Musical da Filarmônica Erie de 1990 a 1995. Ele também serviu como Maestro Associado da Orquestra Filarmônica de Buffalo. De 1995 a 2002, ele foi o Diretor Musical da Orquestra de Minnesota. Oue serviu como Diretor Musical do Festival de Música Grand Teton em Wyoming de 1997 a 2003.
Ele sergiu em turnê em 1997 com a NDR Philharmie Hannover e consequentemente, foi apontado como Maestro Residente da orquestra em setembro de 1998. Em 2003 ele foi apontado como Maestro Residente da Orquestra Filarmônica de Osaka. Oue fez sua estreia no Festival de Bayreuth em 2005, conduzindo Tristan und Isolde de Richard Wagner. Ele tornou-se Diretor Musical da Orquestra Sinfônica de Barcelona em setembro de 2006.